# Doryphora sassafras
Doryphora sassafras är en tvåhjärtbladig växtart som beskrevs av Stephan Ladislaus Endlicher. Doryphora sassafras ingår i släktet Doryphora och familjen Atherospermataceae. Inga underarter finns listade i Catalogue of Life.